# Todirostre bariolé
Poecilotriccus ruficeps
Espèce
Répartition géographique
Statut de conservation UICN

 LC  : Préoccupation mineure
Le Todirostre bariolé (Poecilotriccus ruficeps) est une espèce de passereaux de la famille des Tyrannidés.

## Répartition et sous-espèces
Selon la classification de référence du Congrès ornithologique international (15.1, 2025) il se répartit en quatre sous-espèces à travers les Andes boréales (nord au sud) :
- P. r. melanomystax Hellmayr, 1927 ;
- P. r. ruficeps Kaup, 1852 ;
- P. r. rufigenis (Sclater & Salvin, 1877) ;
- P. r. peruvianus Chapman, 1924.